# Viertes hochrangiges Forum zur Wirksamkeit der Hilfe
Das Vierte hochrangige Forum zur Wirksamkeit der Hilfe (HLF4) (engl. = Fourth High Level Forum on Aid Effectiveness) fand vom 29. November 2011 bis 1. Dezember 2011 in Busan (Südkorea) statt. Diese Konferenz brachte politische Führer, Regierungsvertreter, Parlamentsabgeordnete sowie Vertreter von zivilgesellschaftlichen Organisationen und des privaten Sektors von Entwicklungsländern und Geberländern zusammen.
Beteiligt waren der Generalsekretär der Vereinten Nationen Ban Ki-moon, die amerikanische Außenministerin Hillary Clinton, der ehemalige britische Premierminister Tony Blair, OECD-Generalsekretär Angel Gurria, der Präsident von Ruanda Paul Kagame, der Präsident von Osttimor José Ramos-Horta, die jordanische Königin Rania Al Abdullah, der Premierminister von Äthiopien Meles Zenawi, der Vizepräsident von Burundi Gervais Rufvikiri, der Vizepräsident der Komoren Mohamed Ali Soilih, Regierungsvertreter aus 160 Ländern und Vertreter von internationalen Organisationen, Parlamenten und zivilgesellschaftlichen Organisationen sowie Wissenschaftler aus über 70 Ländern. Insgesamt nahmen etwa 3.500 Teilnehmer an der größten Veranstaltung in der HLF-Geschichte teil.
Bei diesem Treffen wurde der Fortschritt der Pariser Erklärung geprüft, es wurden Wege für eine bessere Hilfe diskutiert und nach drei Tagen wurde die Busan-Erklärung (Partnerschaft von Busan für eine wirksame Entwicklungszusammenarbeit) gebilligt, die die gemeinsamen Grundsätze und Aktionspläne für die effektive Weltentwicklung darstellt.
Am 1. Dezember 2011 gaben der koreanische Außenminister Kim Sung-hwan und OECD-Generalsekretär Angel Gurria zusammen offiziell die Annahme der Busan-Erklärung bekannt, die einen Übergang des internationalen Entwicklungshilfepolitik-Paradigmas aus dem aktuellen Fokus der Hilfswirksamkeit zur Entwicklungswirksamkeit fordert.
Grundsätze
- Eigenverantwortung für Entwicklungspriorität auf Seiten der Entwicklungsländer
- Ergebnisorientierung
- Umfassende Entwicklungspartnerschaft
- Transparenz und Verantwortung

Vier Aktionspläne
1. Erweiterung der Eigenverantwortung für die Entwicklungspolitik und den Entwicklungsprozess
2. Stärkere Bemühungen um die Erreichung realistischer und nachhaltiger Ergebnisse
3. Mehr Hilfe für Süd-Süd- und dreiseitige Kooperationen und horizontale Partnerschaften, basierend auf dem Status des Landes
4. Ausbau der Entwicklung für die Entwicklungsländer und Hilfe bei der Entwicklungszusammenarbeit